# Medalla commemorativa de les operacions militars a l'Àfrica Oriental Italiana 1935-36
La Medalla Commemorativa de les Operacions Militars a l'Àfrica Oriental 1935-36 (italià: Medaglia Commemorativa delle Operazioni Militari in Africa Orientale) era una medalla de campanya italiana, creada pel rei Víctor Manuel III el 27 d'abril de 1936 mitjançant el Reial Decret Nº.1150.,
Va ser atorgada al personal del Cos Expedicionari, de la Regia Marina i de la Regia Aeronautica mobilitzat, així com al personal civil i de la Marina Mercant que van participar en les operacions militars a l'Àfrica Oriental o que havien col·laborat eficaçment per l'èxit de les operacions.
El Reial Decret 2463 de 10 de maig de 1937 especificava que també podia ser concedida a tots aquells que haguessin servit a l'Àfrica Oriental amb posterioritat al 3 d'octubre de 1937 durant un període mínim de 4 mesos (no calia que fossin consecutius). També s'atorgaria al:
1. Personal de les Forces Armades d'una unitat mobilitzada a Líbia o a les illes italianes de l'Egeu.
2. Personal de les Forces Armades embarcades en vaixells de transport destinades a l'Àfrica Oriental
3. Mariners embarcats en transports destinats a l'Àfrica Oriental
4. Personal de la Força Aeronàutica en servei a l'Àfrica Oriental
5. Civils que servissin a l'Estat per l'Àfrica Oriental

I, que amb posterioritat al 5 de maig de 1936:
1. civils que haguessin servit a l'Estat almenys 2 anys ininterromputs a l'Àfrica Oriental
2. que haguessin servit a l'Estat com a Governador General, Vice Governador General, Governador, Cap de l'Estat Major del Govern General, Comandant de les Forces Navals, Comandant Superior de la Marina, Comandant Superior de l'Aeronàutica, Comandant de les Forces Armades
3. que haguessin servit a l'Estat almenys 2 anys ininterromputs com a Inspector del Parit, Inspector del Treball o Secretari Federal del Partit a l'Àfrica Oriental
4. per un any de campanya o estada a l'Àfrica Oriental es podria afegir un feix sobre el galó.

Va ser abolida oficialment el 2010.

## Disseny

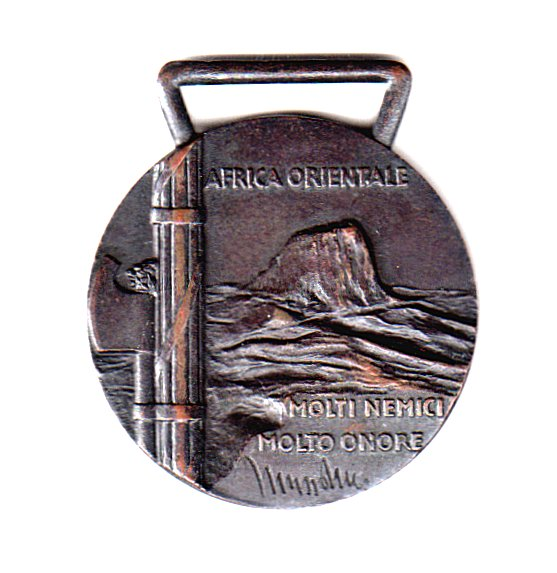
Revers de la medalla

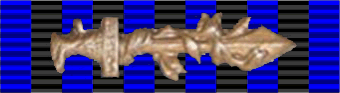
El galó amb el gladius

Una medalla de bronze de 33mm. A l'anvers, apareix l'efígie del rei Vittorio Emmanuele III i la inscripció "VITT • EM • RE • D'ITALIA • IMP • DI • ETIOPIA". Al revers, apareix la inscripció "AFRICA ORIENTALE", un feix de lictor vertical, i a sota, la inscripció "MOLTI NEMICI MOLTO ONORE MUSSOLINI" (Molts enemics • Molt Honor – Mussolini).
Penja d'una cinta de 37mm, amb 11 franges verticals d'igual amplada, de color blau i negre.
Els no combatents, sobre el galó, lluïen una espasa romana. En principi, el seu ús va ser abolit pel reial decret 1584 del 23 de juliol de 1936, i novament reintroduït i estès a diverses categories del personal civil mitjançant el decret llei 2463 del 10 de maig de 1937.